# Parabool (wiskunde)

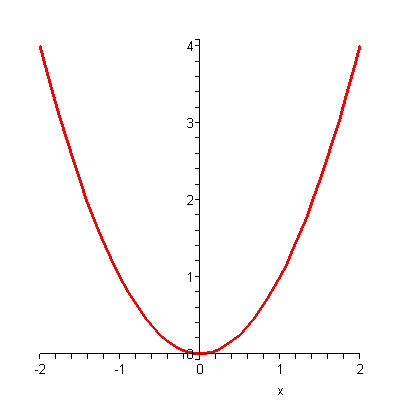
Parabool met vergelijking y = x²

Een parabool is een vlakke tweedegraadskromme die de meetkundige plaats is van punten met dezelfde afstand tot een gegeven lijn, de richtlijn, en een gegeven punt, het brandpunt. De wiskundige vergelijking die een parabool beschrijft, is van de tweede graad. Een parabool kan ook als een kegelsnede worden beschouwd, waarvan het snijvlak evenwijdig is met een beschrijvende van de kegel.
Parabool komt van het Griekse παραβολή, vergelijking, en betekent letterlijk een worp erlangs, naast-worp. Vergelijk het met παράλληλος, par-allè-los, naast elkaar, langs elkaar. 

## Geschiedenis

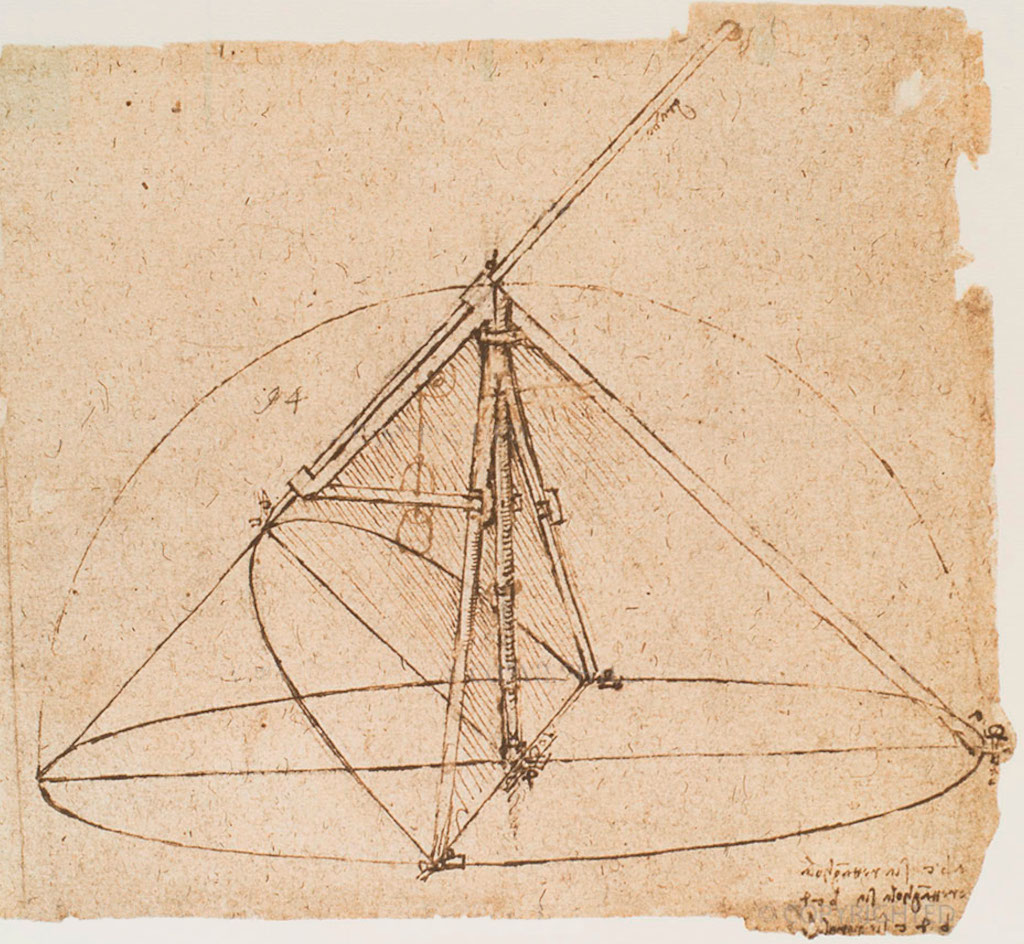
Paraboolpasser ontworpen door Leonardo da Vinci

Het vroegst bekende werk over kegelsneden is van Menaechmus in de vierde eeuw v.Chr. Hij ontdekte een manier om het probleem van de verdubbeling van de kubus met behulp van parabolen op te lossen. De oplossing voldoet daardoor niet aan de eisen voor constructie met passer en liniaal. De oppervlakte omsloten door een parabool en een lijnsegment, het paraboolsegment, werd in de derde eeuw v.Chr. berekend door Archimedes met de uitputtingsmethode in zijn werk De kwadratuur van de parabool. De naam parabool komt van Apollonius, die veel eigenschappen van kegelsneden ontdekte. Het was Pappos van Alexandrië die de eigenschap van de parabool met brandpunt en richtlijn ontdekte.

## Wiskundige definitie

### Platte vlak

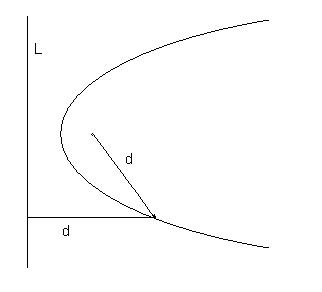
Parabool in het platte vlak

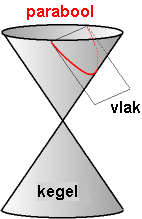
Parabool als kegelsnede

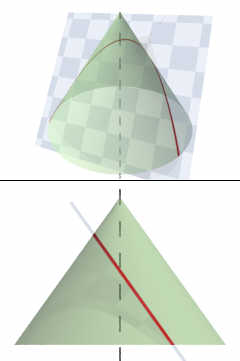
De parabool is de doorsnede van een kegel en een plat vlak, een kegelsnede.

Een parabool is de meetkundige plaats van punten die dezelfde afstand {\displaystyle d} hebben tot een gegeven lijn {\displaystyle m}, de richtlijn, en een gegeven punt {\displaystyle F}, het brandpunt. De parabool is de conflictlijn tussen de richtlijn en het brandpunt.
De parabool wordt beschreven door een kwadratische vergelijking. Voor een parabool met horizontale richtlijn {\displaystyle y=-c} (waarbij {\displaystyle c} een constante is) en brandpunt {\displaystyle F=(0,c)}, die beschreven wordt door de functie {\displaystyle y=f(x)} kan dit als volgt ingezien worden. Er geldt dat de afstand van het punt {\displaystyle (x,f(x))} tot het brandpunt gelijk is aan 
{\displaystyle {\sqrt {x^{2}+(c-f(x))^{2}}}}
en de afstand tot de richtlijn
{\displaystyle |f(x)+c\ |}.
Deze afstanden zijn gelijk, dus
{\displaystyle {\sqrt {x^{2}+(c-f(x))^{2}\ }}=|f(x)+c\ |},
waaruit volgt:
{\displaystyle f(x)={\frac {1}{4c}}x^{2}}
Voor het getal {\displaystyle 4c} wordt in de wiskundige literatuur vaak {\displaystyle 2p} geschreven. Het getal {\displaystyle p} wordt de parameter van de parabool genoemd.

#### Voorbeelden
- De eenvoudigste vergelijking van een parabool is {\displaystyle y=x^{2}}. Het brandpunt van deze parabool is het punt {\displaystyle (0,{\tfrac {1}{4}})} en de richtlijn is de lijn {\displaystyle y=-{\tfrac {1}{4}}{}}.
- Alle parabolen in het platte vlak zijn gelijkvormig met de parabool {\displaystyle y={{x}^{2}}}.

### Driedimensionale ruimte
De parabool is de doorsnede van een vlak met een kegel, preciezer met een rechte cirkelkegel, vandaar dat de parabool een kegelsnede wordt genoemd, zie de figuren. Nemen we de 'snede' voor een moment zintuigelijk, dan zien we in vergelijking met de cirkel en de ellips als doorsnede, dat het snijden van de parabool wel ergens begint, maar niet klaar is aan een ‘andere kant’ van de kegel. Het snijden gaat eindeloos door, evenwijdig aan een van de beschrijvende lijnen van het kegelvlak. 

### Cartesiaanse vergelijking
De grafiek van een tweedegraadsfunctie, die de volgende algemene vergelijking heeft:
{\displaystyle f(x)=ax^{2}+bx+c}
is een parabool.
Als {\displaystyle a>0}, spreken we van een dalparabool, de bolle kant wijst naar beneden. Als {\displaystyle a<0}, hebben we te maken met een bergparabool, de bolle kant wijst naar boven.  
De nulpunten van deze parabool worden gegeven door de wortelformule van de vierkantsvergelijking
{\displaystyle f(x)=0}.
De functie kan ook geschreven worden als:
{\displaystyle f(x)=a(x-e)^{2}+f}
waarbij
{\displaystyle e={\frac {-b}{2a}}}
{\displaystyle f={\frac {4ac-b^{2}}{4a}}}
De symmetrieas van de parabool is de lijn: {\displaystyle x=e}
Het minimum of maximum van de parabool is het punt {\displaystyle (e,f)}
Door verschuiven van de assen verkrijgt men de standaardvorm:
{\displaystyle f(x)=a\cdot x^{2}}

### Vergelijking in poolcoördinaten
Een parabool met de oorsprong als brandpunt en een negatieve {\displaystyle x}-coördinaat van de top, wordt in de poolcoördinaten {\displaystyle r} en {\displaystyle \theta } beschreven door de vergelijking:
{\displaystyle r(1-\cos \theta )=d}
Hierin is {\displaystyle d} de afstand van het brandpunt tot een van de twee punten van de parabool op de {\displaystyle y}-as.

## Top

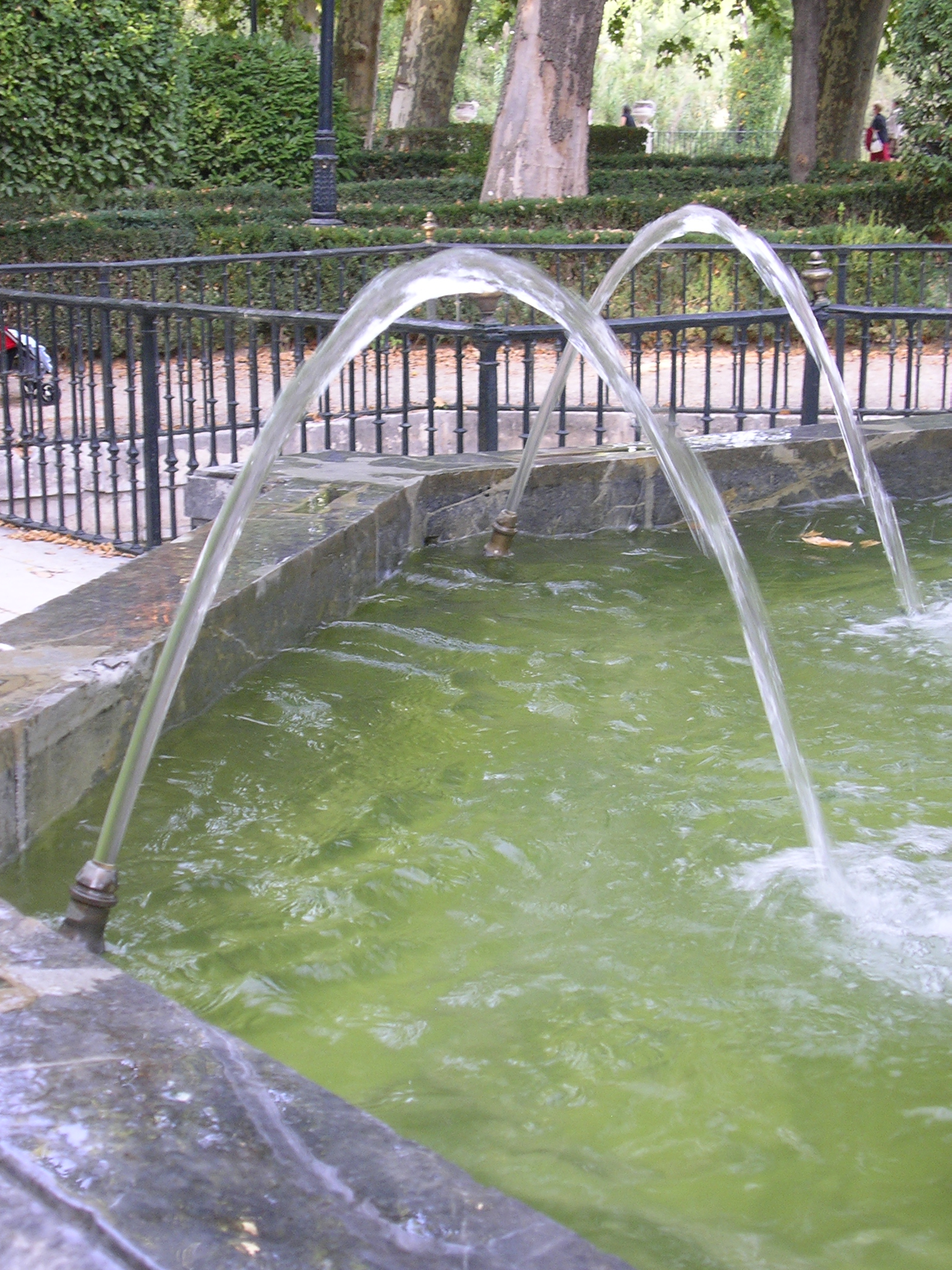
Een schuin naar boven gerichte waterstraal uit een fontein vormt onder invloed van de zwaartekracht een parabool van water.

De coördinaten van de top van een parabool met vergelijking {\displaystyle y=ax^{2}+bx+c} zijn
{\displaystyle \left({\frac {-b}{2a}},{\frac {4ac-b^{2}}{4a}}\right)}
Als {\displaystyle a>0}, bij een dalparabool, dan is dit een minimum; als {\displaystyle a<0}, bij een bergparabool, is het een maximum.

## Brandpunt en richtlijn
Het brandpunt {\displaystyle F} van een parabool met vergelijking {\displaystyle y=ax^{2}+bx+c} heeft als coördinaten:
{\displaystyle F=\left({\frac {-b}{2a}};c-{\frac {b^{2}-1}{4a}}\right)}
De bijbehorende richtlijn {\displaystyle m} heeft als vergelijking
{\displaystyle y=c-{\frac {b^{2}+1}{4a}}}

## Paraboloïde
De driedimensionale figuur die ontstaat wanneer een parabool rond zijn as wordt gewenteld, heet een paraboloïde.

## Toepassingen

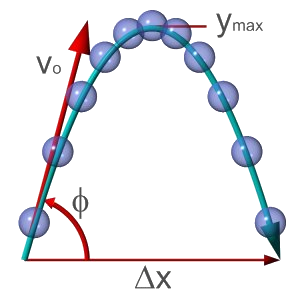
Het deeltje volgt een parabolische baan.

- Een kogelbaan is een parabolische baan, op voorwaarde dat de kromming van de aarde, de draaiing van de aarde en de wrijving van de lucht te verwaarlozen zijn. De maximale hoogte en afstand hangen af van de lanceerhoek, ook wel elevatie genoemd, in de figuur {\displaystyle \phi }. De schietafstand is in dit theoretische geval maximaal wanneer {\displaystyle \phi } gelijk is aan 45°, aangenomen dat de lanceersnelheid {\displaystyle v_{0}} qua grootte niet zou afhangen van deze hoek {\displaystyle \phi }.
- Bijvoorbeeld de baan van een satelliet langs de zon, waarvan de snelheid zo groot is dat die niet weer in het zwaartekrachtveld van de zon terugkeert, is een parabolische baan.
- Voor een willekeurige parabool wordt de zogeheten paraboolconstante {\displaystyle P} als volgt gedefinieerd:

{\displaystyle P={\frac {s}{p}}}
Hierin is {\displaystyle s} de booglengte van het paraboolsegment dat bepaald wordt door het latus rectum, de symmetrische koorde door het brandpunt, en {\displaystyle p} de parameter van de parabool. {\displaystyle P} kan worden gebruikt bij het berekenen van enkele bijzondere integralen.